# Que parezca un accidente
Que parezca un accidente fue un programa de actualidad de media hora de duración, emitido los viernes a la medianoche. Se trataba de un resumen de noticias vistas con la mirada ácida e irónica de Roberto Pettinato. Muy similar al repaso de noticias del legendario Saturday Night Live. Contaba con guiones de Miguel Gruskoin.
Su nombre se debe a que «que parezca un accidente» fue la primera frase que se le ocurrió a Pettinato para describir la actualidad de la Argentina.
Su primer ciclo empezó en junio de 2003 en el canal TN. Volvió a emitirse en la misma señal en 2012 todos los domingos a las 21hs.